# Manis culionensis
El pangolín filipino o pangolín de Palawan (Manis culionensis) es una especie de mamífero folidoto de la familia Manidae endémica de la isla filipina de Palawan. Hasta 1998 estuvo considerado como una subespecie de Manis javanica.